# 柳侯祠
24°19′08″N 108°24′38″E / 24.31889°N 108.41056°E
柳侯祠在中国广西壮族自治区柳州市柳侯公园内。

## 历史
始建于唐长庆二年（822年），为纪念唐代文学家柳宗元而修建，初名罗池庙。现存为清代建筑，由仪门、中殿、后殿、东西廊、东西厢房等建筑组成。附属建筑有唐代柳宗元衣冠墓、柳州羅池廟碑、柑香亭、思柳轩等，总建筑面积4182平方米。
柳侯祠內保存有宋代至现代的碑刻五十方，其中最著名的是宋嘉定十年（1217年）所立的《荔子碑》，该碑由韩愈撰诗、苏轼书写，集“柳事、韩文、苏书”于一体，有“三绝碑”之誉。这些碑刻对研究柳宗元及柳州地方历史文化有重要价值，2006年被列为第六批全国重点文物保护单位。
- 仪门
- 中殿
- 后殿

- 宋《荔子碑》
- 元柳宗元画像碑
- 清《重修羅池廟記》碑